# Шапаш
Шапаш (также Шапш, Шапшу) — богиня солнца в ханаанской мифологии.
Шапаш упоминается в некоторых угаритских мифах. Имея дар всевидения, она помогает богине Анат найти тело Балу и похоронить его на горе Цапану.
В другом мифе, увидев Балу, сражающегося с Муту, Шапаш запугивает Муту наказанием со стороны Илу, после чего Балу одерживает победу.
Некоторые исследователи считают, что богиня Шапаш составляла пару с богом Шамшу.
В Библии упоминается под именем Шемеш ('п' и 'м' чередуются).